# Jean-Philippe Vassal
Jean-Philippe Vassal (geboren 1954 in Casablanca, Französisch-Marokko) ist ein französischer Architekt und Hochschullehrer.

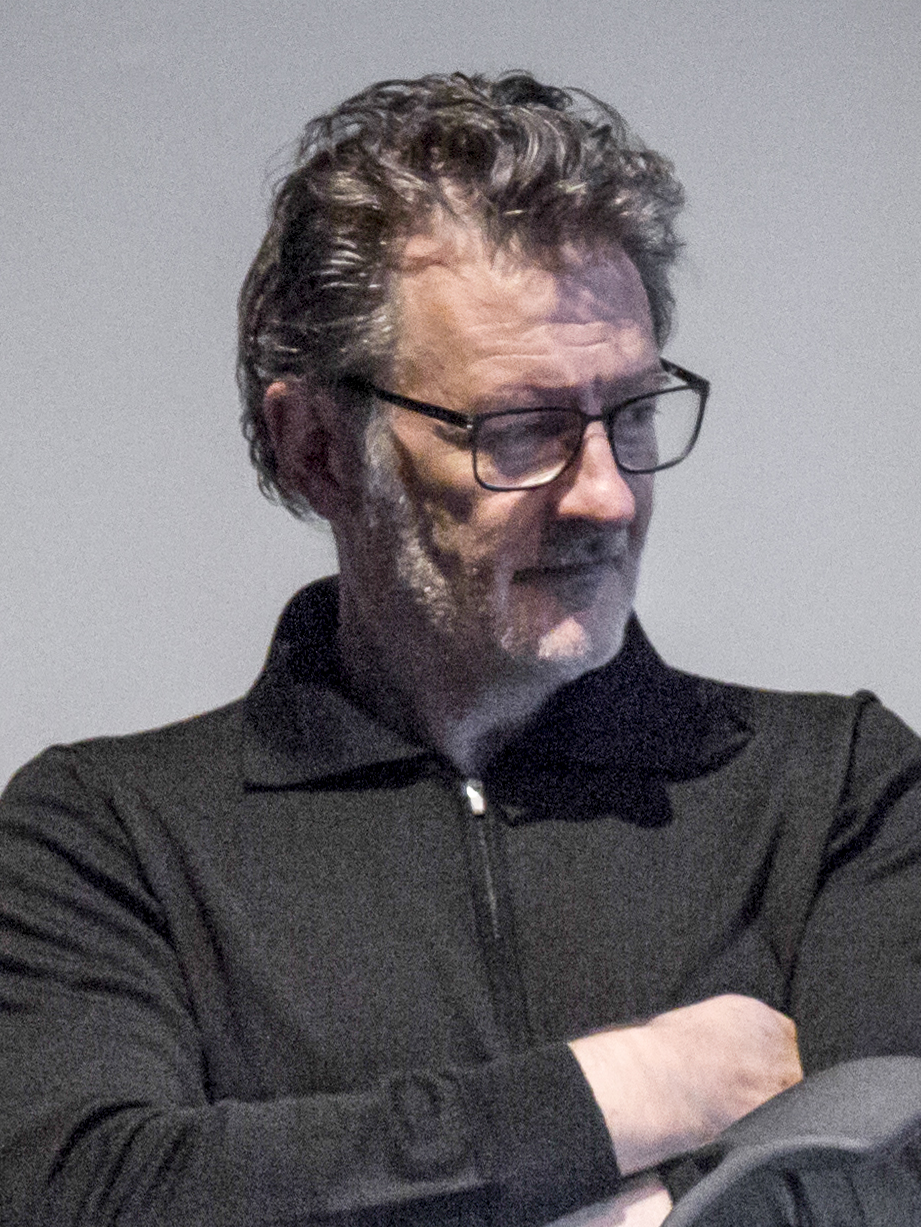
Jean-Philippe Vassal 2017 an der Columbia-Universität

## Werdegang
Jean-Philippe Vassal studierte an der École nationale supérieure d’architecture et de paysage de Bordeaux. Danach ging Vassal als Stadtplaner ins westafrikanische Niger. 1987 gründete er mit Anne Lacaton, die er seit Studienzeiten kennt, das Architekturbüro Lacaton & Vassal in Paris (zunächst Bordeaux). Vassal und Lacaton gelten als „Pioniere und Helden des Bauens im Bestand“.

## Zielsetzung
Jean-Philippe Vassal und seine Partnerin Anne Lacaton werden als „Pioniere für klimagerechtes und soziales Bauen“ bezeichnet. „Ihre Maxime lautet: Umbau statt Neubau. Sie demonstrieren, wie sich marode Sozialwohnungstürme aus den Sechzigern mit einfachen Mitteln, etwa durch vorgesetzte Wintergärten, in zeitgemäßen, hellen und günstigen Wohnraum verwandeln lassen.“ In Bordeaux haben sie beispielsweise 530 Sozialwohnungen nach den Bedürfnissen der Bewohnerinnen und Bewohner instand gesetzt.
Jean-Philippe Vassal lehrt an verschiedenen Universitäten, darunter auch in Deutschland als Internationaler Gastprofessor an der Peter Behrens School of Arts (2005).

## Werk
Gemeinsam haben sie mehr als 30 Projekte in Europa und Afrika realisiert.
Eines ihrer bekanntesten ist die Sanierung des Palais de Tokyo in Paris, die 2001 fertiggestellt wurde und eine nüchterne Sanierung des Art-déco-Gebäudes in der Nähe der Seine ist. Weitere Projekte sind das École Nationale Supérieure d’Architecture in Nantes, der Grand Parc Bordeaux, das Wohnhochhaus Tour Bois le Prêtre in Paris sowie das Wohnhaus Cap Ferret in Cap Ferret.

## Auszeichnungen und Preise
- 1991: Lauréats des Albums de la Jeune Architecture, Frankreich
- 1999: Grand Prix National d’Architecture Jeune Talent, Frankreich
- 2006: Schelling-Architekturpreis
- 2006: Preis „Nachhaltigkeit und Innovation im Wohnungsbau“, Stadt Madrid, Fondation Erich Schelling
- 2008: Grand Prix National d’Architecture, Velux Stiftung Kopenhagen
- 2009: Frankreich International Fellow of Royal Institute of British Architects
- 2011: Paris Daylight & Building Components Award
- 2014: Rolf-Schock-Preis, Kategorie Bildende Kunst
- 2016: Simon Architecture Prize / Fondation Mies Van der Rohe – The Living Places (mit Frederic Druot)
- 2016: Life Time Achievement – Trienal de Arquitectura de Lisboa
- 2016: Goldmedaille der Académie royale de l’Architecture France
- 2016: Heinrich-Tessenow-Medaille
- 2019: Mies-van-der-Rohe-Preis[3]
- 2020: Großer BDA-Preis
- 2021: Pritzker-Preis